# Torneo Nacional de Boxeo Playa Girón 1969
Das Torneo Nacional de Boxeo Playa Girón 1969 wurde vom 15. bis zum 21. Dezember 1969 in Nueva Gerona ausgetragen und war die achte Austragung der nationalen kubanischen Meisterschaften im Amateurboxen.

## Medaillengewinner
Die Meistertitel wurden in elf Gewichtsklassen vergeben.
| Gewichtsklasse                  | Gold             | Silber            | Bronze             |
| ------------------------------- | ---------------- | ----------------- | ------------------ |
| Halbfliegengewicht (bis 48 kg)  | Eusebio Padrón   | Alberto Arioza    |                    |
| Fliegengewicht (bis 51 kg)      | Roberto Zayas    | Agustín Cabera    |                    |
| Bantamgewicht (bis 54 kg)       | Orlando Martínez | Ramón Ramírez     |                    |
| Federgewicht (bis 57 kg)        | Luis Garmury     | Arcenio Reyes     |                    |
| Leichtgewicht (bis 60 kg)       | Lázaro Barberia  | Osvaldo Milán     | Fermín Linares     |
| Leichtgewicht (bis 60 kg)       | Lázaro Barberia  | Osvaldo Milán     | José Garbey        |
| Halbweltergewicht (bis 63,5 kg) | Juan L. Cortés   | Félix Espinosa    |                    |
| Weltergewicht (bis 67 kg)       | Claro Martínez   | Ariel Pérez       | Rafael Guevara     |
| Weltergewicht (bis 67 kg)       | Claro Martínez   | Ariel Pérez       | Alfonso Betancourt |
| Halbmittelgewicht (bis 71 kg)   | Javier Fabier    | Mario Cardo       | Felicio Moya       |
| Halbmittelgewicht (bis 71 kg)   | Javier Fabier    | Mario Cardo       | Ricardo Maga       |
| Mittelgewicht (bis 75 kg)       | Orlando Stable   | Ángel Faure       | Joaquín Delís      |
| Halbschwergewicht (bis 81 kg)   | Orestes Pedroso  | Israel Gorguet    | Jorge Ascuy        |
| Halbschwergewicht (bis 81 kg)   | Orestes Pedroso  | Israel Gorguet    | José Cuba          |
| Schwergewicht (über 81 kg)      | Gabriel García   | Teófilo Stevenson | Nancio Carrillo    |
| Schwergewicht (über 81 kg)      | Gabriel García   | Teófilo Stevenson | Iván Rodríguez     |